# Paracladopelma simantodeea
Paracladopelma simantodeea är en tvåvingeart som beskrevs av Sasa, Suzuki och Sakai 1998. Paracladopelma simantodeea ingår i släktet Paracladopelma och familjen fjädermyggor. Inga underarter finns listade i Catalogue of Life.